# Delia Nivolelli Nero d'Avola
Le Delia Nivolelli Nero d'Avola est un vin rouge de la région Sicile doté d'une appellation DOC depuis le 10 juin 1998. Seuls ont droit à la DOC les vins récoltés à l'intérieur de l'aire de production définie par le décret. Les vignobles autorisés se situent en province de Trapani dans les communes de Mazara del Vallo, Marsala, Petrosino et Salemi.

## Caractéristiques organoleptiques
- couleur : rouge rubis tendant vers un rouge orange après vieillissement
- odeur : caractéristique,  agréable, intense
- saveur : sec, plein, harmonique

Le Delia Nivolelli Nero d'Avola se déguste à une température de 14 à 16 °C et il se gardera 1 – 4 ans.

## Production
Province, saison, volume en hectolitres :
- pas de données disponibles